# محطة قطار جريندلفورد
محطة قطار جريندلفورد (بالإنجليزية: Grindleford railway station)‏‏ هي محطة قطار في المملكة المتحدة، تُشغلها قطارات إيست ميدلاند. افتُتحت هذه المحطة في 1894، ويبلغ عدد مسارات أرصفتها 2.